# Cardiophorus widenfalki
Cardiophorus widenfalki е вид бръмбар от семейство Полски ковачи (Elateridae).

## Разпространение
Видът е разпространен в Швеция.